# Miestämä
Miestämä är en sjö i kommunen Padasjoki i landskapet Päijänne-Tavastland i Finland. Sjön ligger 102,1 meter över havet. Arean är 1,76 kvadratkilometer och strandlinjen är 13,03 kilometer lång. Sjön  ingår i Kymmene älvs huvudavrinningsområde.   Den ligger omkring 51 km nordväst om Lahtis och omkring 130 km norr om Helsingfors. I sjön finns öarna Pikkusaari och Ranasaari. 